# Reuss-Gera

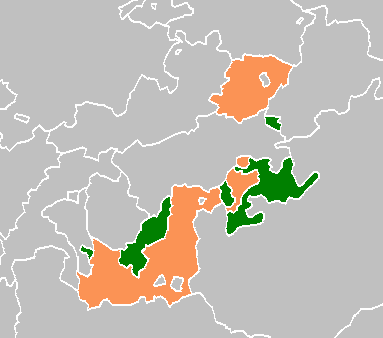
De vorstendommen van de jongere linie in 1820 (oranje) - de interne grenzen zijn niet aangegeven; groen de oudere linie

Reuss-Gera was de naam van een staat in Thüringen, die bestond van 1564 tot 1802, eerst als heerlijkheid en vanaf 1673 als graafschap onder bestuur van Reuss jongere linie, een tak van het Huis Reuss. Het was, economisch gezien, de belangrijkste Reussen-staat.

## Geschiedenis
De heerlijkheid Reuss-Gera ontstond in 1564 toen het territorium Reuss in drie gebieden werd opgesplitst. Untergreiz kwam in handen van Hendrik XV, de stamvader van Reuss oudere linie, Obergreiz verkreeg Hendrik XVI, stamvader van Reuss middelste linie en Gera werd het bezit van Hendrik XVII, stamvader van Reuss jongere linie.
In 1572 stierf Hendrik XVII, zijn zoon werd twee maanden na zijn dood geboren, vandaar zijn naam Hendrik Posthumus. Hij werd in 1595 meerderjarig en kan gezien worden als een van de bekwaamste heersers uit het huis Reuss. Door het binnenhalen van de Nederlandse wolfabrikant Nicolaas de Smit werd de basis gelegd voor een belangrijke wolindustrie. Economisch gezien werd Gera snel de belangrijkste Reussen-staat en de heren van Gera de rijkste van de Reussen-heersers. Dit werd in 1619 bevestigd toen Hendrik Posthumus het recht verkreeg zelf munten (gouden guldens en zilveren rijksthalers) te slaan. Sociaal en cultureel van belang was de stichting van het (nog steeds bestaande) Gymnasium in Gera in 1605.
In 1598 viel uit de verdeling van het tot dat moment gemeenschappelijk bestuurde Schleiz het gebied rond Saalburg en het stadje Tanna toe aan Gera. In 1616, met het uitsterven van Reuss middelste linie, kon ook de stad Schleiz, inclusief de 'pflege' Reichenfels worden toegevoegd. Op dat moment bestond Reuss-Gera ongeveer uit het oranje gebied rechts op de landkaart.
Hendrik Posthumus werd in 1607 tot keizerlijk raadgever benoemd. Enerzijds was dit een bevestiging van zijn macht, anderzijds legde die positie een grote druk op zijn land toen in 1618 de Dertigjarige Oorlog uitbrak. Hij moest troepen leveren aan de keizer, waardoor hij in de schulden kwam. Verder werd Reuss-Gera zwaar getroffen door het oorlogsgeweld, zowel in 1633 en 1640 werd Saalburg door huurlingen onder Zweedse leiding geplunderd en verbrand.
Na de dood van Hendrik Posthumus in 1635 regeerden zijn vier zoons in eerste instantie gezamenlijk, waarschijnlijk om de schulden beter te kunnen aflossen. In 1647 kwam het toch tot een territoriale opdeling. Zijn oudste zoon Hendrik II (1602-1670) bleef in Gera; zijn derde zoon Hendrik IX (1616-1666) ontving Schleiz en zijn vierde zoon Hendrik X (1625-1675) Lobenstein. Zijn kleinzoon Hendrik I (1639-1692), kind van zijn inmiddels overleden tweede zoon, verkreeg Saalburg.
Hendrik IX van Schleiz stierf in 1666 ongehuwd. In de deling die hierop volgde viel Schleiz toe aan zijn neef, de voornoemde Hendrik I van Saalburg. Diens bezittingen in Saalburg vielen voor het grootste deel toe aan de heer van Gera, zijn oom Hendrik II. Vanaf dat moment bestond Reuss-Gera uit twee van elkaar gescheiden territoria, Gera en Saalburg.
In 1673 werd Hendrik IV, zoon van Hendrik II, net als de andere Reussen, in de rijksgravenstand verheven.
Hoewel het gebied van de Reussen zeer versplinterd was, probeerde men in erfrechtelijke kwesties of naar andere Duitse vorstenfamilies toe als één familie te handelen. Woordvoerder was steeds de oudste Reussen-graaf, de senior van de familie. Daartoe werden op uitnodiging van die senior in Gera geregeld familie-bijeenkomsten gehouden (waaruit weer het belang van Gera bleek). Op deze bijeenkomsten werden onder meer afspraken gemaakt over de nummering van Reussen en over de invoering van de primogenituur in 1690.
De Zevenjarige Oorlog betekende voor Gera opnieuw verwoesting en brandschatting. Pruisen eiste van de Reussen-staten actieve militaire ondersteuning in zijn strijd tegen Saksen. Toen die uitbleef werden Gera, Greiz en Lobenstein geplunderd en moest het enorme bedrag van 150.000 thaler aan Pruisen worden betaald.
Na het uitsterven van de tak Reuss-Gera in 1802 werd Gera (met Saalburg) gemeenschappelijk bestuurd door de andere takken van de jongere linie: Reuss-Lobenstein en Reuss-Ebersdorf, die elk 25% van de inkomsten ontvingen en Reuss-Schleiz dat met 50% nu zijn leidende positie binnen de jongere linie bevestigd zag.
De revolutionaire beweging van 1848 bereikte in juni ook Gera, toen een demonstratie met 11.000 deelnemers werd gehouden. Om de rust te herstellen volgde een interventie door Saksische troepen.
Na het aftreden van Hendrik LXXII van Reuss-Lobenstein-Ebersdorf op 1 oktober 1848 werden op 24 oktober alle gebieden verenigd tot het vorstendom Reuss jongere linie. Hoofdstad van deze staat werd Gera, tot dat moment al het economisch centrum.

## Heersers

### Heren
- 1564-1572: Hendrik XVII (1530-1572, stamvader van Reuss jongere linie)
- 1572-1635: Hendrik Posthumus (1572-1635, zoon van Hendrik XVII
  - voogdij door:
    - 1572-1595 Dorothea zu Solms (1547-1595)
    - 1572-1578 Hendrik XVI van Reuss middelste linie (1525-1578)
    - 1572-1590 Georg von Wolframsdorf
    - 1572-1584 Uz von Ende zu Caaschwitz
    - 1578-1595 Otto zu Solms-Sonnenwalde
- 1635-1647: gezamenlijk bestuur door:
  - Hendrik II (1602-1670, zoon van Hendrik Posthumus)
  - Hendrik III (1603-1640 zoon van Hendrik Posthumus)
    - Hendrik I (1639-1692, zoon van Hendrik III)

  - Hendrik IX (1616-1666, zoon van Hendrik Posthumus)
  - Hendrik X (1621-1671, zoon van Hendrik Posthumus)
- 1647-1670 Hendrik II (1602-1670)
- 1670-1673 Hendrik IV (1650-1686, zoon van Hendrik II)

### Graven
- 1673-1686 Hendrik IV (1650-1686) sinds 1670 heer van Gera
- 1686-1735 Hendrik XVIII (1677-1735, zoon van Hendrik IV)
  - 1686-1695 regentschap door:
    - Anna Dorothea van Schwarzburg-Sonderhausen (1645-1716, echtgenote van Hendrik IV) en
    - Hendrik I van Reuss-Schleiz (1639-1692)
- 1735-1748 Hendrik XXV (1681-1748, broer van Hendrik XVIII)
- 1748-1802 Hendrik XXX (1727-1802, zoon van Hendrik XXV)

Zie Huis Reuss voor een uitleg over de nummering van de vorsten.